# 沙美洲鱥
沙美洲鱥（學名：Notropis stramineus），為輻鰭魚綱鯉形目雅羅魚科的其中一種，分布於北美洲美國中部及加拿大南部，範圍從聖羅倫斯河、五大湖、哈德遜灣和密西西比河流域延伸到加拿大薩斯喀徹溫省，向南延伸至田納西州和德克薩斯州，西至蒙大拿州、懷俄明州、科羅拉多州、新墨西哥州與墨西哥格蘭德河流域，本魚呈長橢圓形且側扁，眼大、口近下位，體色銀色，背部有一黑色縱帶，腹部白色，尾鰭基部有不明顯的斑點，側線鱗片約45枚，具有黑色素沉澱，形成一條縱紋，在繁殖期間，雄性的顏色會變深，背鰭軟條10枚、臀鰭軟條8枚，體長可達8.2公分，棲息在沙石底質溪流，棲息地位置隨季節略有變化，在八月的產卵季節，成群在水流緩慢、沙底質的淺水域，秋季會大量出現在深水池，在夏末和秋季黃昏時會移入碎石底部上方的淺水，屬雜食性，以昆蟲、藻類及有機碎屑為食。